# كليف كوك
كليف كوك (بالإنجليزية: Cliff Cook)‏ هو لاعب كرة قاعدة أمريكي، ولد في 20 أغسطس 1936 في دالاس في الولايات المتحدة.

## وصلات خارجية
- كليف كوك على موقعبيزبول رفرنس.كوم (الدوري الرئيسي) (الإنجليزية)
- كليف كوك على موقعبيزبول رفرنس.كوم (الدوري الثانوي) (الإنجليزية)